# Trybutariusz

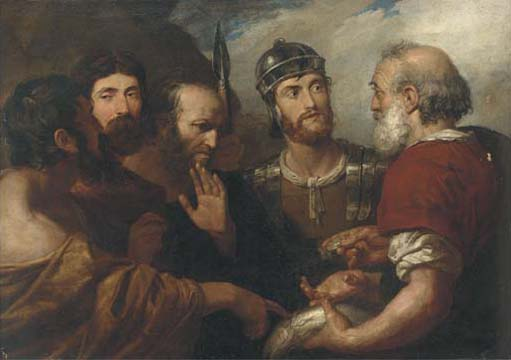
The Tribute Money, George Hayter, 1817.

Trybutariusz – osoba (władca) płacąca trybut (daninę) innej osobie (władcy).